# نیورو دو ساحل
نیورو دو ساحل (به لاتین: Nioro du Sahel) یک منطقهٔ مسکونی در مالی است که در استان کایس واقع شده‌است.
 نیورو دو ساحل  ۶۰,۱۱۲ نفر جمعیت دارد.